# Rudolf Kaehr
Rudolf Kaehr (* 20. Februar 1942 in Biel in der Schweiz; † 4. Juli 2016 in Glasgow in Schottland) war ein Schweizer Philosoph und Hochschullehrer.
Er promovierte bei Gotthard Günther. Nach dessen Tod setzte er dessen Arbeit an der Polykontexturalitätstheorie fort und gründete 1986 das Institut für theoretische Biowissenschaften an der Universität Witten/Herdecke.

## Wissenschaftliche Laufbahn
Kaehr studierte u. a. an der FU Berlin Philosophie, Mathematik, Psychologie und Linguistik später in Münster bei Herbert Stachowiak.
In den Jahren 1966–1969 ist er wissenschaftlicher Assistent an der FU Berlin bei Michael Landmann und Paul Feyerabend. Noch als Assistent hielt er 1968 stellvertretend für den Philosophen Paul Feyerabend dessen abschließendes Seminar.
Von 1971 bis 1974 erhielt Kaehr Lehraufträge an der FU und TU Berlin. Ab 1972 bis 1981 organisierte er Vorträge für den Philosophen und Grundlagenforscher der Kybernetik, Gotthard Günther. Dieser siedelte in dieser Zeit von den USA nach Hamburg über. Aus dieser Zusammenarbeit entwickelte sich schließlich Kaehrs Promotion bei Gotthard Günther. Kaehr wurde von Günther mit summa cum laude promoviert. In einem Brief an Heinz von Foerster schreibt Günther davon, dass wesentliche Anteile seiner Polykontexturallogik von Rudolf Kaehr mitentwickelt wurden. Auch nimmt Günther Kaehrs Dissertation Materialien zur Formalisierung der Dialektischen Logik und der Morphogrammatik 1973-1975 in die 2. Auflage seines Buches Idee und Grundriss einer nicht-aristotelischen Logik auf.
Von 1973 bis 1975 arbeitet Kaehr am Forschungs- und Entwicklungszentrums für objektivierte Lehr- und Lernverfahren (FEoLL), an der Universität Paderborn an dem Forschungsprojekt Deskriptive Morphogrammatik.
1980 erhielt er erneut einen Lehrauftrag an der FU Berlin.
1985 besuchte Eberhard von Goldammer Rudolf Kaehr in Berlin und überzeugt Kaehr davon, die Leitung des Forschungs-Institut für theoretische Biowissenschaften an der Universität Witten/Herdecke zu übernehmen, das er von 1986 bis 1990 leitete.
Weitere Forschungsprojekte sind:
- 1984–1985: Forschungsprojekt Organisatorische Vermittlung Verteilter Systeme. Siemens-AG, München
- 1987–1993: mit IFF-Klagenfurt[5]/Tesof Berlin:[6] Technologische Zivilisation und transklassische Logik. (Fritz Thyssen Stiftung Köln und BMWF Österreich)
- 1988–1988: mit ESG und UniBW München: Vernetzte Systemstrukturen: Polykontexturale Logik.
- 1988–1990: mit UniBw München (Prof. Wolfgang Niegel): Implementierung von PK-Systemen.
- 1987–1992: Forschungsprojekt Theorie komplexer biologischer Systeme, Volkswagenstiftung, Hannover

1991 gehört Kaehr zu den Gründungsmitgliedern des Instituts für Kybernetik und Systemtheorie e.V. Bochum/Dresden.
Vom Wintersemester 1998 bis 2000 lehrte Rudolf Kaehr als Gastprofessor für Philosophie an der Frankfurter Städelschule, Hochschule für Bildende Künste. Ende der 1990er Jahre siedelt Kaehr nach Glasgow über.
Dort war er als freier Grundlagenforscher tätig. Forschungsprojekte, zuletzt Theorie komplexer biologischer Systeme (Volkswagenstiftung).

## Wirken
Rudolf Kaehr ist einer derjenigen, die die Polykontexturale Logik, insbesondere nach dem Tod Gotthard Günthers weiter entwickelt haben.
Lehraufträge
- TU Berlin (1971/72): Planungstheorie
- FU Berlin (1971–81): Logik, Dialektik, Systemtheorie
- Universität Witten/Herdecke(1986–89)
- Universität der Bundeswehr München (1988)
- Universität Klagenfurt Österreich (1989)
- TU Dortmund (1989/89)

## Schriften
- Literatur von und über Rudolf Kaehr im Katalog der Deutschen Nationalbibliothek
- Technologische Zivilisation und transklassische Logik, eine Einführung in die Technikphilosophie Gotthard Günthers (unter dem Pseudonym Kurt Klagenfurt). Suhrkamp Verlag 1995